# Золтан Ріблі
Золтан Ріблі (угор. Ribli Zoltán; нар. 6 вересня, 1951, Мохач) — угорський шахіст, суддя міжнародної категорії (від 1995 року) i шаховий тренер (Старший тренер ФІДЕ від 2009 року), гросмейстер від 1973 року.

## Шахова кар'єра

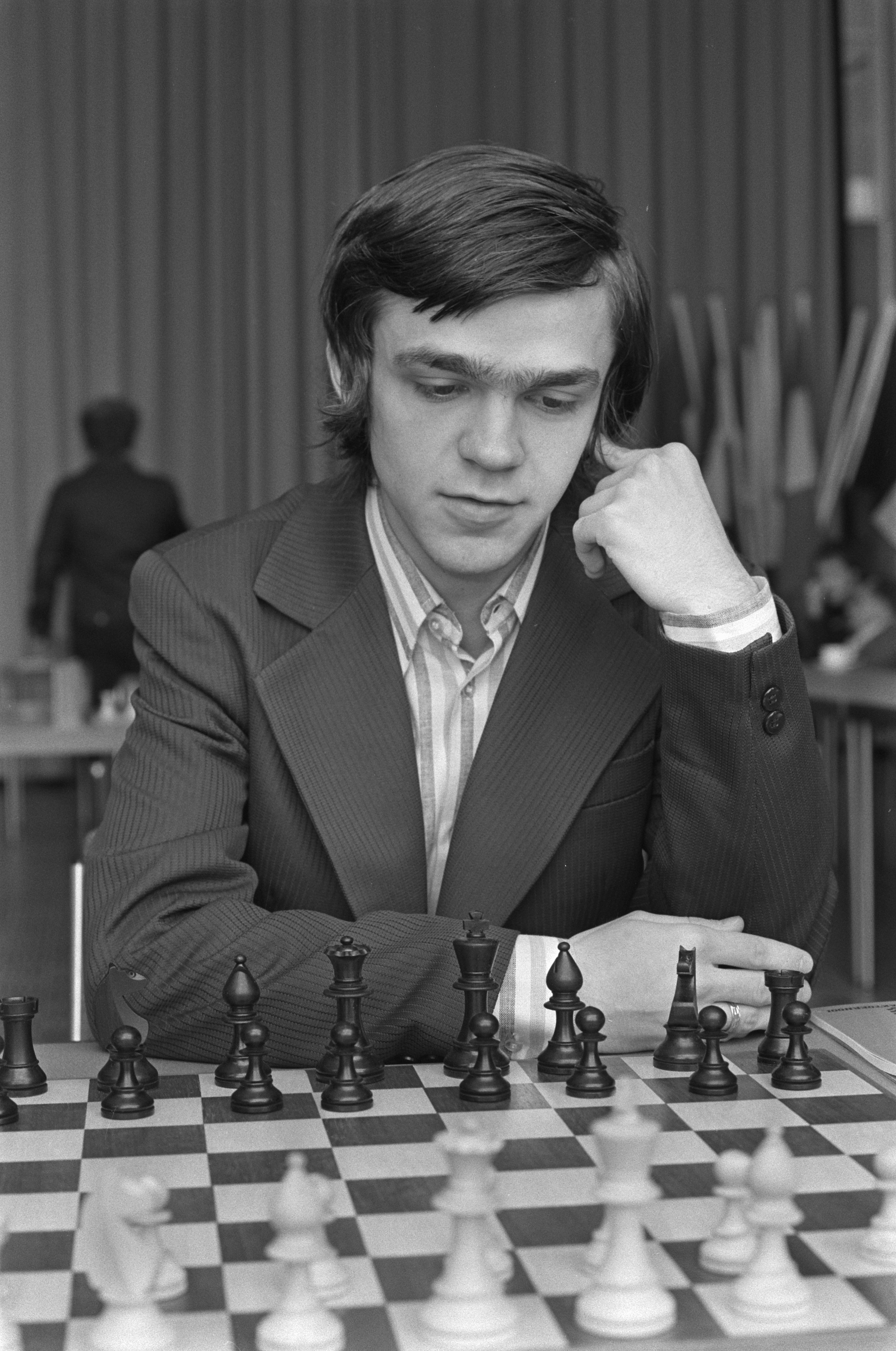
Золтан Ріблі, Амстердам 1974

1970 року здобув звання міжнародного майстра, у 1973 році ФІДЕ присудила йому звання гросмейстерa. Тричі здобув звання чемпіона Угорщини (у 1973, 1974 i 1977 роках).
1971 року здобув у Гронінгені звання чемпіона Європи до 20-ти років. Від середини 70-х років був постійним учасником циклу розіграшу чемпіонату світу. 1976 року на міжзональному турнірі в Манілі посів 5-те місце. У наступному циклі розіграшу був близьким до потрапляння на турнір претендентів. Міжзональний турнір у Ризі 1979 року закінчив, поділивши III—IV місця, разом зі своїм співвітчизником Андрашем Адор'яном. Догравання закінчилося внічию і далі пройшов Адор'ян завдяки кращим додатковим показникам.
Найвищий успіх припадає на 1982 рік, у якому виграв міжзональний турнір у Лас-Пальмасі i потрапив до претендентських матчів. У чвертьфіналі здолав Еугеніо Торре з рахунком 6 — 4, однак у півфіналі поступився колишньому чемпіонові світу, Василю Смислову 4½ — 6½. У наступному циклі розіграшу кваліфікувався без відбору до турніру претендентів, у якому однак поділив віддалені 13-14-те місця.
1984 року увійшов до складу «решти світу» в матчі століття проти збірної Радянського Союзу. В особистій зустрічі переміг Рафаеля Ваганяна з рахунком 2½ — 1½. 1987 року знову потрапив на міжзональний турнір, у якому поділив 4-5-те місце разом з колишнім чемпіоном світу Михайлом Талем.
У період розквіту своєї шахової кар'єри (1970-1980-ті роки) переміг на багатьох міжнародних турнірах, зокрема, в таких містах як: Кечкемет (1972, разом з Олексієм Суетіним), Будапешт (1975, разом з Левом Полугаєвським), Мехіко (1980), Баден-Баден (1981, разом з Ентоні Майлсом), Порторож/Любляна (1985, меморіал Мілана Відмара, разом з Лайошем Портішом), Дортмунд (1986), Реджо-Емілія (1987) i Вейк-ан-Зеє (1989, разом з Вішванатаном Анандом, Дьюлою Саксом i Предрагом Ніколічем), а також посів 2-ге місце в Амстердамі (1978, позаду Яна Тіммана), Бледі/Порторожі (1979, разом з Бентом Ларсеном, позаду Яна Тіммана), Вейк-ан-Зеє (1983, позаду Ульфа Андерссона), Бугойно (1984, позаду Яна Тіммана) i Тілбургу (1984, разом з Олександром Бєлявським, Робертом Хюбнером i Володимиром Тукмаковим, позаду Ентоні Майлза). На 2002 рік припадає ще один турнірний успіх, перемога (попереду Робера Фонтена i Золтана Варги) в Опатії.
У 1970—1994 роках дванадцять разів представляв збірну Угорщини на шахових олімпіадах, у 145 партіях здобувши 49 перемог, 88 нічиїх i лише 8 поразок. Був співтворцем найвищого повоєнного успіху збірної Угорщини, яка на Олімпіаді 1978 року в Буенос-Айресі випередила представників СРСР i здобула золоту медаль. У своєму доробку має також три срібні олімпійські медалі в командному заліку, які здобув у 1970, 1972 i 1980 роках. Крім того є дворазовим медалістом командних чемпіонатів світу (1985 року — срібний в командному заліку, а також золотий в особистому заліку на 2-й шахівниці) і п'ятиразовим медалістом командних чемпіонатів Європи (двічі срібним [1977, 1980] i двічі бронзовим [1973, 1983] у командному заліку, а також золотим [1977] в особистому заліку на 2-й шахівниці).
Найвищий рейтинг у кар'єрі мав 1 липня 1988 року, досягнувши 2630 пунктів ділив тоді 8-9-те місце (разом з Михайлом Гуревичем) у рейтинг-листі ФІДЕ, водночас посідав 2-ге місце (позаду Лайоша Портіша) серед угорських шахістів.
Від 1995 року має також звання шахового судді міжнародної категорії, a від 2009 року — найвище тренерське звання в шахах, старший тренер ФІДЕ.

## Особисте життя
дружина Золтана Ріблі — угорська шахістка. яка має титул міжнародної майстрині, Марія Ґрош.

## Зміни рейтингу
| На цьому місці має відображатися графік чи діаграма, однак з технічних причин його відображення наразі вимкнено. Будь ласка, не видаляйте код, який викликає це повідомлення. Розробники вже працюють для того, щоби відновити штатне функціонування цього графіка або діаграми. | |
| | На цьому місці має відображатися графік чи діаграма, однак з технічних причин його відображення наразі вимкнено. Будь ласка, не видаляйте код, який викликає це повідомлення. Розробники вже працюють для того, щоби відновити штатне функціонування цього графіка або діаграми. |